# Barret (Charente)
Barret é uma comuna francesa na região administrativa da Nova Aquitânia, no departamento de Charente. Estende-se por uma área de 22,37 km². Em 2010 a comuna tinha 1 062 habitantes (densidade: 47,5 hab./km²).